# Artemis Fowl: La novela gráfica
Artemis Fowl: La novela gráfica es la versión en cómic del primer libro de la serie Artemis Fowl. El texto ha sido adaptado por el propio Eoin Colfer, autor de dicha saga, y Andrew Donkin, quien ha publicado muchos libros y ha trabajado en los cómics de Batman. Las ilustraciones son de Giovanni Rigano, quien trabajó en la novela gráfica de Los Increíbles.